# أوتوبان هانوفر-برلين
 Bundesautobahn  2 هو طريق سريع في ألمانيا يربط منطقة الرور في الغرب ببرلين في الشرق. يبدا الطريق السريع أوتوبان 2 عند التقاطع مع A3 بالقرب من مدينة أوبرهاوزن الغربية، ويمر عبر شمال وادي الرور، عبر مونسترلاند وإلى أوستويستفالن، ويعبر الحدود الألمانية الداخلية السابقة ويستمر عبر ماغدبرجر بوردي للاندماج مع الطريق السريع 10 قريبًا قبل الوصول إلى برلين. تقع المدن الرئيسية مثل ماغديبورغ وبراونشفايغ وهانوفر ودورتموند بالقرب من إيه 2 الذي يعتبر أحد أهم الطرق السريعة، التي تربط بين العديد من المناطق الصناعية الكبيرة مع بعضها البعض.
إيه 2 تم تعديله في أواخر التسعينيات، وأعيد بناؤه بالكامل في ألمانيا الشرقية السابقة. كل من طريق إيه 2 لديه 3 مسارب ومسرب طوارئ في كل اتجاه.

## التاريخ

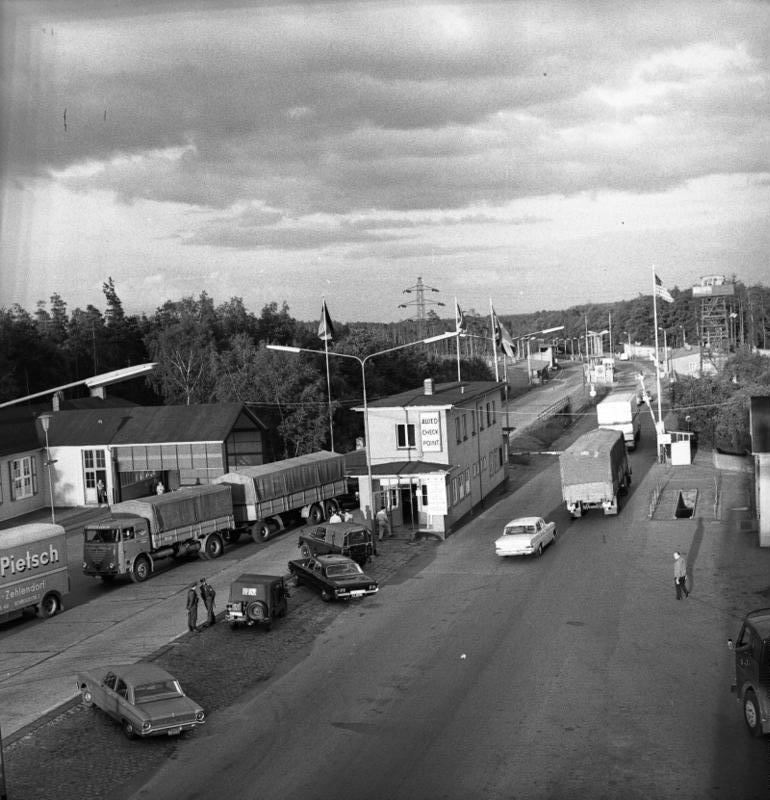
عبور الحدود في هيلمشتيت عام 1967

تم تخطيط لطريق السريع بين سبتمبر 1933 وديسمبر 1934 من قبل أقسام البناء التابعة لشركة Reichsautobahn في دوسلدورف وهانوفر ومرسبرغ. تم ربط الطريق السريع بالمنطقة الشمالية من منطقة الرور، كنقطة ربط لمنطقة الراين-الرور. بما أن هانوفر كانت في ذلك الوقت أحد محاور الحركة الجوية الألمانية وكان المطار في شمال المدينة، فقد تقرر، على أي حال، تجاوز الجانب الشمالي للمدينة.

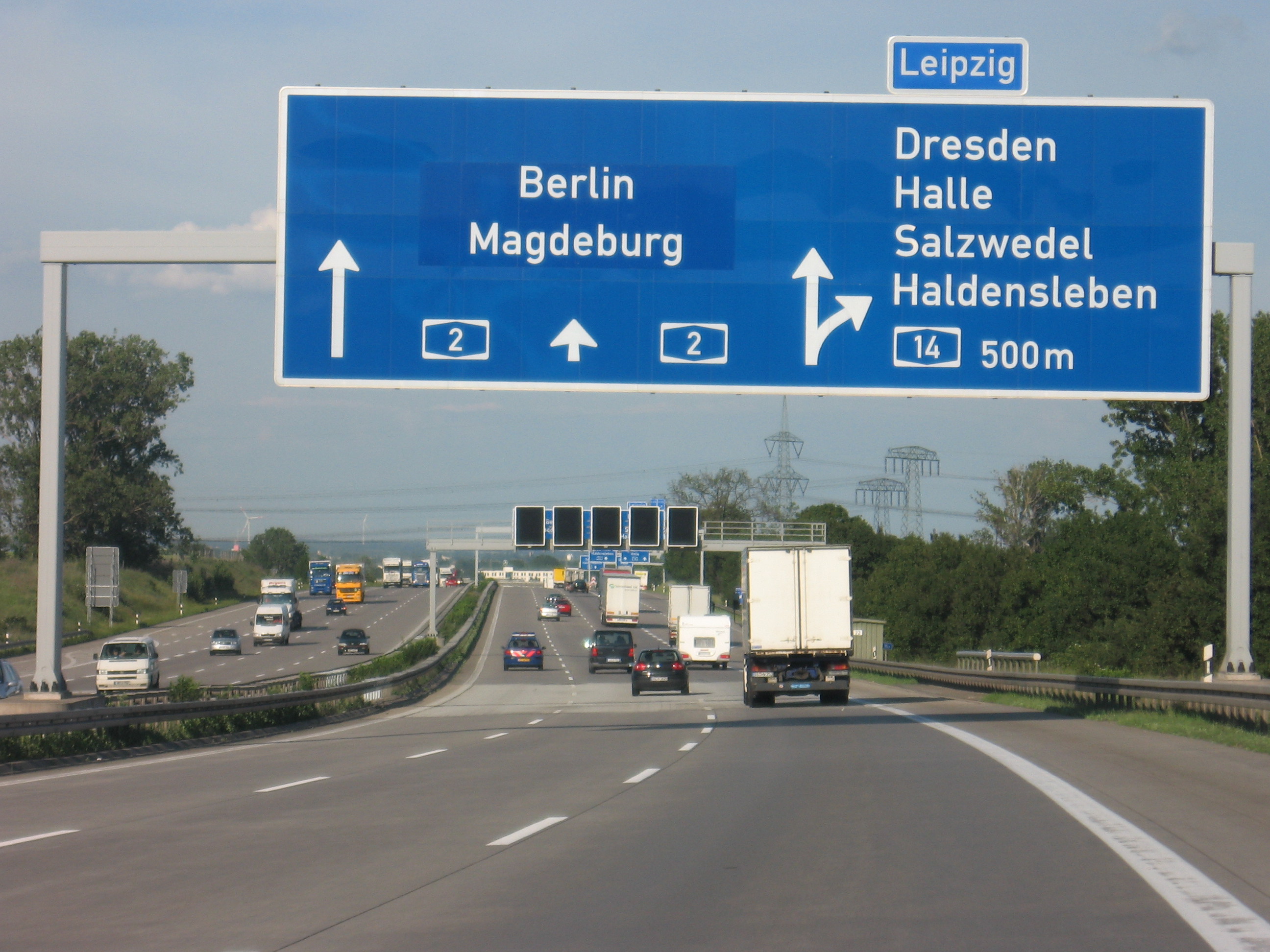
A2 قرب ماغدبورغ

## اليوم
تم بناء تقاطع دورتموند-لانستروب فقط لإتاحة الوصول إلى المكب القريب. تقترب شاحنات القمامة من الطريق السريع، ثم تخرج عبر الطرق الثانوية. يمكن التعرف بسهولة على المكب بواسطة Lanstroper Ei، وهو برج مائي قديم يقف على تل بارتفاع حوالي 400 متر (0.25 ميل) بعيدا عن الطريق السريع.